# Neil Ardley
Neil Richard Ardley (Wallington, Surrey, 26 de mayo de 1937- Londres, 23 de febrero de 2004) fue un pianista y compositor inglés de jazz, además de un escritor de numerosos libros de ciencia, tecnología y música.

## Historial como músico
Trasladado a Londres, Ardley estudió arreglos y composición con Raymond Premru, desde 1960 a 1961. Ese año se unió a la big band de John Williams como pianista, escribiendo además temas nuevos y arreglos para él. Entre 1964 y 1970 fue director de la New Jazz Orchestra, que incluía a algunos de los mejores músicos jóvenes de jazz británicos, como Ian Carr, Jon Hiseman, Barbara Thompson, Dave Gelly, Mike Gibbs, Don Rendell, o Trevor Tomkins.
A finales de los años 1970, animado por el productor Denis Preston, Ardley comenzó a componer combinando estilos jazzísticos y de música clásica. Colaboró y compuso temas para Zyklus, un grupo de jazz electrónico formado junto con John L. Walters, Warren Greveson y Ian Carr.
A finales de los años 1990, y tras un periodo colaborando como cantante con diversos coros, comenzó a componer música coral, género que le ocupó ya hasta su fallecimiento. 

### Discografía
- 1965: Western Reunion (New Jazz Orchestra)
- 1968: Le Déjeuner sur l'Herbe (New Jazz Orchestra)
- 1970: Greek Variations (con Ian Carr y Don Rendell)
- 1971: A Symphony of Amaranths
- 1973: Mike Taylor Remembered (con Jon Hiseman, Barbara Thompson, Ian Carr, Henry Lowther, Dave Gelly, y Norma Winstone)
- 1976: Kaleidoscope of Rainbows (con Ian Carr y Nucleus, producido por Paul Buckmaster)
- 1978: Harmony of the Spheres
- 1991: Virtual Realities (Zyklus, con Ian Carr, John L. Walters y Warren Greveson.
- 2001: Creation Mass (con letras de Patrick Huddie)

## Historial como escritor
Ardley comenzó trabajando dentro del staff de la World Book Encyclopedia, en 1962, cuando la filial londinense de la editorial americana estaba preparando su edición. Después de un breve periodo trabajando para la editorial Hamlyn, se convirtió en un escritor free-lance, en 1968, y en los años 1970 comenzó a escribir libros introductorios para lectores jóvenes, incluso para niños, en Historia natural (especialmente en el campo de la ornitología), ciencia, tecnología y música, del estilo de What Is It?.
En 1984, Ardley publicó de forma predominante, con Dorling Kindersley, produciendo una serie de libros que obtuvieron grandes ventas (alrededor de tres millones de copias en todo el mundo), incluyendo el premiado The Way Things Work (Cómo funcionan las cosas), ilustrado por David Macaulay.
Cuando falleció, había publicado unos cien títulos, con ventas totales superiores a los diez millones de copias.[cita requerida]